# Polyalthia longifolia
Faux ashoka
Pour les articles homonymes, voir Ashoka (homonymie).
Espèce
Polyalthia longifolia, le faux ashoka, est une espèce de plantes à fleurs de la famille des Annonaceae. C'est un arbre tropical commun en Inde et au Sri Lanka.
Autres noms vernaculaires : Champa vert, Arbre-mât des Indes.

## Description

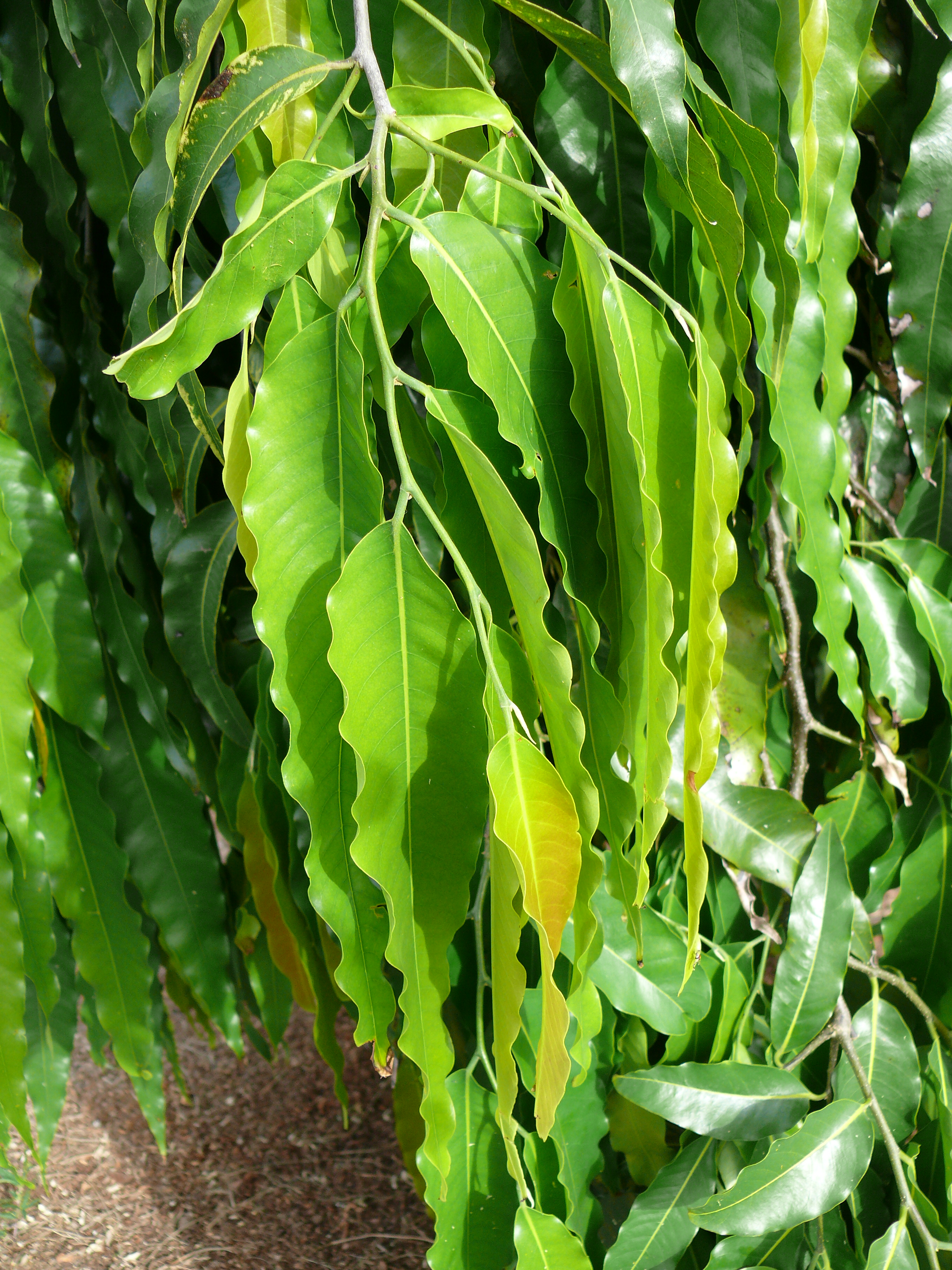
Détail d'une branche avec feuilles.

C'est un arbre qui peut atteindre 15 m de haut voire plus. 
Les jeunes feuilles, d'une couleur brun-cuivré sont tendres et délicates au toucher. Elles passent ensuite du vert clair au vert sombre.
Au printemps l'arbre est couvert de fleurs étoilées de couleur vert pâle qui attirent les chauves-souris et les renards volants.
Les fruits d'abord verts, puis violet foncé, sont ovoïdes, mesurent environ 2 cm et sont disposés en grappes de 10 à 20.

## Utilisation
On l'utilise dans l'ornementation des rues en raison de son efficacité dans la lutte contre la pollution sonore. Il est aussi fréquemment planté près des temples hindous. Sa forme est pyramidale et symétrique ou en colonne élégante, d'où son autre nom d'« arbre-mât ». Ses branches pendantes et ses feuilles lancéolées à bords ondulés rappellent celles de l'ashoka, avec lequel il peut être confondu.
En Côte d'Ivoire, cet arbre très commun dans la décoration des jardins et des bords de route est souvent appelé arbre du Ghana.